# Bélgica nos Jogos Olímpicos de Verão de 1984
A Bélgica competiu nos Jogos Olímpicos de Verão de 1984 em Los Angeles, Estados Unidos da América.